# Noida
Noida – miasto w północnych Indiach w stanie Uttar Pradesh, na Nizinie Hindustańskiej.
Populacja miasta w 2011 roku wynosiła 637 272 mieszkańców.